# Joshua Marston
Joshua Jacob Marston (* 13. August 1968 in Los Angeles County, Kalifornien) ist ein US-amerikanischer Filmregisseur und Drehbuchautor. Internationale Bekanntheit erlangte er durch sein preisgekröntes Spielfilmdebüt Maria voll der Gnade (2004).

## Biografie

### Ausbildung und erster Kurzfilm
Joshua Marston wuchs in Südkalifornien auf, wo er an der University of California, Berkeley, Soziologie studierte. Das Studium gab er aber aufgrund schlechter Noten nach zwei Jahren auf. Nachdem er bereits in seiner High-School-Zeit Paris besucht hatte, übersiedelte er später in die französische Hauptstadt, wo er 1990/91 Arbeit bei den amerikanischen Zeitschriften Life und ABC News fand. Danach lebte Marston ein Jahr lang in Prag, wo er Englisch an einer Oberschule unterrichtete. Auch bereiste er Südostasien.
Während seiner Schulausbildung und seiner Reisen war Marston mit der Fotografie in Berührung gekommen. Gleichzeitig interessierte er sich für die Geschichten der Menschen. „Das war immer eine Art angewandte Anthropologie.“, so der sprachbegabte US-Amerikaner 2005 in einem Interview mit dem Hamburger Abendblatt. Marston kehrte daraufhin in die Vereinigten Staaten zurück, wo er Politikwissenschaft an der University of Chicago studierte. Daran schloss sich ein Filmstudium an der New York University (NYU) an, das er 1998 mit dem Master of Fine Arts (MFA) beendete. Danach verdiente er sich seinen Lebensunterhalt als Lehrer für Englisch als Zweitsprache und später als Filmeditor.
1999 realisierte Marston mit Hilfe eines Filmdarlehens über 11.000 US-Dollar seinen ersten Kurzfilm Bus to Queens, für den er auch das Drehbuch verfasste. Inspiriert von einer Reise durch Vietnam stellt der Film ein russisches Pärchen in den Mittelpunkt, das sich in New Jersey verirrt und erst mit Hilfe zweier Pakistani den Weg zurück zu ihrem Zuhause in Queens findet. Mit dem in Russisch, Englisch und Panjabi gedrehten Bus to Queens wollte Marston nach eigenem Bekunden die „besonders abträgliche Behandlung von Einwanderern“ darstellen und wie „echte Fehleinschätzungen zu Angst und Misstrauen führen können“. Die Studentenarbeit brachte ihm erste Anerkennung auf heimischen Filmfestivals und mehrere Preise ein, darunter der „Warner Brothers Film Award“ sowie der „Martin Segal Film Award“ des New Yorker Lincoln Centers für darstellende Kunst.

### Erfolg als Spielfilmregisseur
Nach Bus to Queens begann Marston mit der Arbeit an seinem ersten Spielfilm. Ursprünglich hatte er geplant unter dem Titel Grasslands einen Independentfilm zu realisieren. Dieser sollte über die Familie eines Marihuana-Pflanzers aus dem Mittleren Westen berichten, der sich im Drogenkrieg zu behaupten versucht. Das Thema Drogenkriminalität behielt Marston bei, verwarf aber das Skript zu Gunsten der spanischsprachigen Produktion Maria voll der Gnade (2004), die mit Unterstützung des US-amerikanischen Fernsehsenders HBO entstand. Das Drama stellt eine 17-jährige Kolumbianerin in den Mittelpunkt, die für ein Drogenkartell Rauschgift nach New York schmuggelt, um den deprimierenden Lebensbedingungen in ihrer Heimat zu entkommen.
Im Jahr 1999 war Marston durch einen Zeitungsartikel und Gespräche mit kolumbianischen Migranten in seinem Heimatviertel Queens auf die Schicksale der sogenannten „Maultiere“ (spanisch mula) aufmerksam geworden, die die Heroinsäckchen in ihrem Magen in die Vereinigten Staaten transportieren. Er führte Interviews mit inhaftierten Drogenkurieren und besuchte für die Recherche auch Südamerika. „[Ich reiste] … ein wenig wie ein Anthropologe, und interviewte die Menschen. Das war eine große Entdeckungsreise, die mit der Recherche keineswegs aufhörte, sondern während der Proben, des Drehs und sogar noch während des Schnitts andauerte“, so Marston. Bei den Dreharbeiten des Films, die aufgrund der Unruhen im Vorfeld der kolumbianischen Präsidentschaftswahlen im Nachbarland Ecuador stattfinden mussten, vertraute er auf die Kolumbianerin Catalina Sandino Moreno. Die Laiendarstellerin war nach einer monatelangen Suche in den USA und Kolumbien aus über 800 Kandidatinnen ausgewählt worden. Marston verstand sich ebenso wie seine Vorbilder Ken Loach, Mike Leigh, Héctor Babenco oder Erick Zonca als realistischer Filmemacher und „Beobachter“. Er improvisierte mit den Schauspielern und ließ weite Teile der Handlung mit der Handkamera aufnehmen.
Maria voll der Gnade war ein großer Kritikererfolg und wurde mit 30 internationalen Film- und Festivalpreisen ausgezeichnet. Marston erhielt unter anderem den Publikumspreis beim Sundance Film Festival, den Alfred-Bauer-Preis der Internationalen Filmfestspiele von Berlin 2004 und wurde vom New York Film Critics Circle, der Los Angeles Film Critics Association und bei den Independent Spirit Awards als bester Debütregisseur beziehungsweise -drehbuchautor ausgezeichnet. Hauptdarstellerin Catalina Sandino Moreno gewann einen Silbernen Bären als beste Darstellerin und errang eine Oscar-Nominierung. Der deutsche film-dienst lobte Marston als einen Regisseur in der Tradition der großen Neorealisten, der den Mut aufbringe, „entscheidende Fragen über die Zukunft seiner Charaktere unbeantwortet und moralische Werturteile außen vor zu lassen“. Trotz all seines Realismus sei Maria voll der Gnade „weder ein Dokumentarfilm noch ein politischer Thesenfilm“, sondern „eine ganz persönliche, aus der Sicht der 17-jährigen Hauptfigur gefilmte Geschichte“.
Nach seinem erfolgreichen Spielfilmdebüt erwog Marston 2005 eine Dramatisierung der Schicksale amerikanischer Lastwagenfahrer und Zivilangestellter im Irak. Das Projekt mit Warner Independent Pictures wurde aber nicht realisiert. Marston übernahm daraufhin die Regie bei einzelnen Folgen verschiedenen US-amerikanischen Fernsehserien (unter anderem Six Feet Under – Gestorben wird immer, Law & Order, In Treatment – Der Therapeut), während er 2009 mit Brighton Rock zum Episodenfilm New York, I Love You beitrug. Darin spielten Cloris Leachman und Eli Wallach ein altes, streitbares Ehepaar, das seinen 63. Hochzeitstag auf Coney Island verbringt.
Erst 2011 stellte Marston mit The Forgiveness of Blood seinen zweiten Spielfilm vor, der erneut eine Einladung in den Wettbewerb um den Goldenen Bären der Filmfestspiele von Berlin erhielt und dort den Silbernen Bären für das beste Drehbuch erhielt. Der US-Amerikaner bekundet, gerne in Milieus einzutauchen, die nicht seine eigenen sind („.. wie eine Fliege auf einer Mauer ...“). Die internationale Koproduktion erzählt von zwei jugendlichen Geschwistern (Tristan Halilaj und Rudina Sindi Laçej), deren albanische Familie in einen Streit um Landbesitz verwickelt wird. Während die Schwester die Arbeit vom wegen Mordes angeklagten Vater übernehmen muss, darf der Bruder das Haus aus Furcht vor Blutrache nicht mehr verlassen. Wie bei Maria voll der Gnade recherchierte Marston über das Thema Blutrache in Albanien und drehte seinen Film an Originalschauplätzen und in Originalsprache. Eigenen Angaben zufolge sprachen über 3000 Schulkinder für Rollen vor, die in The Forgiveness of Blood mehrheitlich mit Laiendarstellern besetzt wurden.
Joshua Marston lebt in New York. Er spricht fließend Spanisch, Französisch, Italienisch und Tschechisch.

## Filmografie (Auswahl)

### Regisseur
- 1998: Bus to Queens (Kurzfilm)
- 2001: Voice of an Angel (Kurzfilm)
- 2002: Trifecta (Kurzfilm)
- 2004: Maria voll der Gnade (Maria Full of Grace / Maria, llena eres de gracia)
- 2008: Bitter Memories (Kurzfilm)
- 2009: New York, I Love You (Episodenfilm, Segment Brighton Beach)
- 2011: The Forgiveness of Blood
- 2016: Complete Unknown Du bist, wer du vorgibst zu sein (Complete Unknown)
- 2018: Come Sunday

### Drehbuchautor
- 1998: Bus to Queens (Kurzfilm)
- 2004: Maria voll der Gnade (Maria Full of Grace bzw. Maria, llena eres de gracia)
- 2009: New York, I Love You (Segment Brighton Beach)
- 2011: The Forgiveness of Blood

## Auszeichnungen
- 1998: Warner Brothers Film Award für Bus to Queens
- 1998: Martin Segal Film Award des New Yorker Lincoln Centers für Bus to Queens
- 1999: Auszeichnungen auf dem Canyonlands Film Festival für Bus to Queens (Kategorien: Bester Film, Bestes Drama und Bester Studentenfilm)
- 1999: Auszeichnungen auf dem Nashville Film Festival für Bus to Queens (Bester Studentenfilm)
- 2004: Publikumspreis des Sundance Film Festival für Maria voll der Gnade
- 2004: Alfred-Bauer-Preis der Internationalen Filmfestspiele Berlin für Maria voll der Gnade
- 2004: New Generation Award der Los Angeles Film Critics Association für Maria voll der Gnade (gemeinsam mit Catalina Sandino Moreno)
- 2004: New York Film Critics Circle Award für Maria voll der Gnade (Bester Erstlingsfilm)
- 2004: Jurypreis des Newport International Film Festival für Maria voll der Gnade (Bester Film)
- 2004: Publikumspreis des Los Angeles IFP/West Film Festival für Maria voll der Gnade
- 2004: Spezialpreis der Jury des Festival Internacional de Cine de Cartagena für Maria voll der Gnade
- 2004: Auszeichnungen auf dem Festival des amerikanischen Films in Deauville für Maria voll der Gnade (Großer Spezialpreis, Kritikerpreis, Publikumspreis)
- 2004: Internationaler Jurypreis des São Paulo International Film Festival für Maria voll der Gnade
- 2004: Toronto Film Critics Association Award für Maria voll der Gnade (Bester Erstlingsfilm)
- 2005: Silberner Adler der Asociación de Críticos Cinematográficos de Argentina für Maria voll der Gnade (Bester ausländischer Film in spanischer Sprache)
- 2004: Gotham Award für Maria voll der Gnade (Breakthrough Director Award)
- 2005: Russell Smith Award der Dallas-Fort Worth Film Critics Association für Maria voll der Gnade
- 2005: Independent Spirit Award für Maria voll der Gnade (Bestes Erstlingsdrehbuch)
- 2011: Silberner Bär (Beste Drehbuch) für The Forgiveness of Blood (gemeinsam mit Andamion Murataj)
- 2011: Drehbuchpreis des Chicago International Film Festival für The Forgiveness of Blood (gemeinsam mit Andamion Murataj)